# Mypods and Boomsticks
Meus MyPods e Cabos de Vassoura (em inglês:  Mypods and Boomsticks) é o sétimo episódio da 20ª temporada de Os Simpsons, que foi ao ar em 30 de novembro de 2008. Homer suspeita do novo amigo muçulmano de Bart, Bashir, e decide convidar a família dele para um jantar; temendo tê-los ofendido, Homer vai para a a casa deles se desculpar mas descobre que eles podem ser terroristas, e que iriam explodir o Shopping de Springfield. Homer imediatamente vai para o local impedir o desastre.
Na subtrama do episódio, Lisa ganha um MyPod (uma paródia do iPod da Apple Inc.) de Krusty, e tem de arcar com as despesas por baixar milhares de canções na loja virtual. Foi escrito por Marc Wilmore e dirigido por Steven Dean Moore, além de contar com Shohreh Aghdashloo (mãe de Bashir, Mina).